# Procopius (usurpator)
Procopius (ca. 326 – 27 mei 366) was een Romeins keizer van 28 september 365 tot circa 27 mei 366. Hij greep de macht van keizer Valens en wordt daarom een usurpator genoemd.
Procopius is geboren omstreeks 326 in Cilicia. Hij was een neef (via zijn moeder) van keizer Julianus Apostata. Hij had een aantal baantjes onder Constantius II, maar kwam hogerop onder Julianus, die hem een hogere legerfunctie gaf in het leger waarmee hij in 363 Perzië binnen ging vallen. De invasie mislukte echter en Julianus stierf, en voordat Procopius aanspraak kon maken op de troon, was Iovianus al keizer.
Procopius was bang voor Iovianus, vreesde voor zijn leven, en ging ervandoor. Wat er de jaren daarop met hem gebeurde is onbekend, maar na een lijdensweg in ballingschap verscheen hij op een gegeven moment weer in Constantinopel, waar Valens inmiddels keizer was. Ook voor Valens moest hij oppassen, want er waren blijkbaar nogal wat mensen die vonden dat Procopius de rechtmatige keizer was; iets waar Valens graag een eind aan wilde maken.
Hoe het ook zij, in de herfst van 365 trok Valens weg uit Constantinopel om de Perzen weer eens aan te vallen en kwam Procopius kort daarna in opstand. Hij kocht de legioenen van de stad om, liet zich door de senaat op 28 september tot keizer benoemen en nam in korte tijd de controle van grote gebieden in het oosten over.
Valens werd nogal depressief van deze successen en schijnt zelfmoord te hebben overwogen. Zover ging hij uiteindelijk niet, en hij stuurde een klein leger naar Procopius dat door deze werd omgekocht. Valens hoefde van zijn broer Valentinianus I geen hulp te verwachten, aangezien deze druk bezig was met een oorlog tegen de Alemannen. De meeste van zijn eigen legers waren al ver weg in Syria, wat zijn zaak ook niet bevorderde.
Procopius deed het in de winter rustig aan en probeerde een lenteoffensief te financieren. Valens raapte ook troepen bij elkaar en ging in de lente van 366 naar Constantinopel. Veel van Procopius' troepen liepen tijdens de slag bij Thyateira over naar Valens en bij Nacolia werd Procopius verslagen. Hij vluchtte nog maar werd uitgeleverd en op 27 mei geëxecuteerd.